# 棘茎楤木
棘茎楤木（学名：Aralia echinocaulis）为五加科楤木属的植物，是中国的特有植物。分布于中国大陆的湖北、安徽、贵州、云南、广西、福建、四川、广东、湖南、浙江等地，生长于海拔100米至2,600米的地区，多生长于森林中，目前尚未由人工引种栽培。